# 正常体位
正常體位（日語：正常位、通常位），或称傳教士體位（英語：the missionary position）、男上位（the man-on-top position）、男上女下），是描述行房时的身体位姿，通常一方维持背部臥躺著，其伴侶與之面對面調情、性交或为其他性动作的行使。此体位若以一般异性的性爱敘述时，女方以臥躺姿勢，面朝上，男方在上方，面朝下，姿态有时或跪或蹲，有时甚或站在床外，有时伏偎在女方身上。
原先被認為是有利於生育的姿勢，但因涉及強姦等社會問題不被大眾接受。在自然界其他動物中，主要見於靈長類（特別是猩猩），其他動物（如海洋哺乳动物和獅子）少見。正常體位可牽涉到交合性或非以接合交媾为主的动作（如股间性爱），其中雌雄性器部位的對應也是腹部對腹部（面對面）繁殖活动的实例之一。在性爱过程中，除了能让男方來操作骨盆前後推移的节奏与深浅幅度之外，女方有时也可相倚著以臀部進退或以足貼床来配合推移，或是以兩臂或兩腿來緊偎对方（若在妊娠晚期階段可能較不便於行使）。與之衍生的姿勢變換，能在陰道變緊密與陰蒂性刺激的程度上做變化，也能在交合深淺度、女性動作參與度有不同程度的調適，也能決定是否要攻頂或延緩性愛的高潮程度。因而通常诉求浪漫情侶的一对夫妇會偏好此等姿勢，藉以增进更多的肌肤親密与情感愉悦，並能以眼神相对并能亲吻或爱抚彼此。

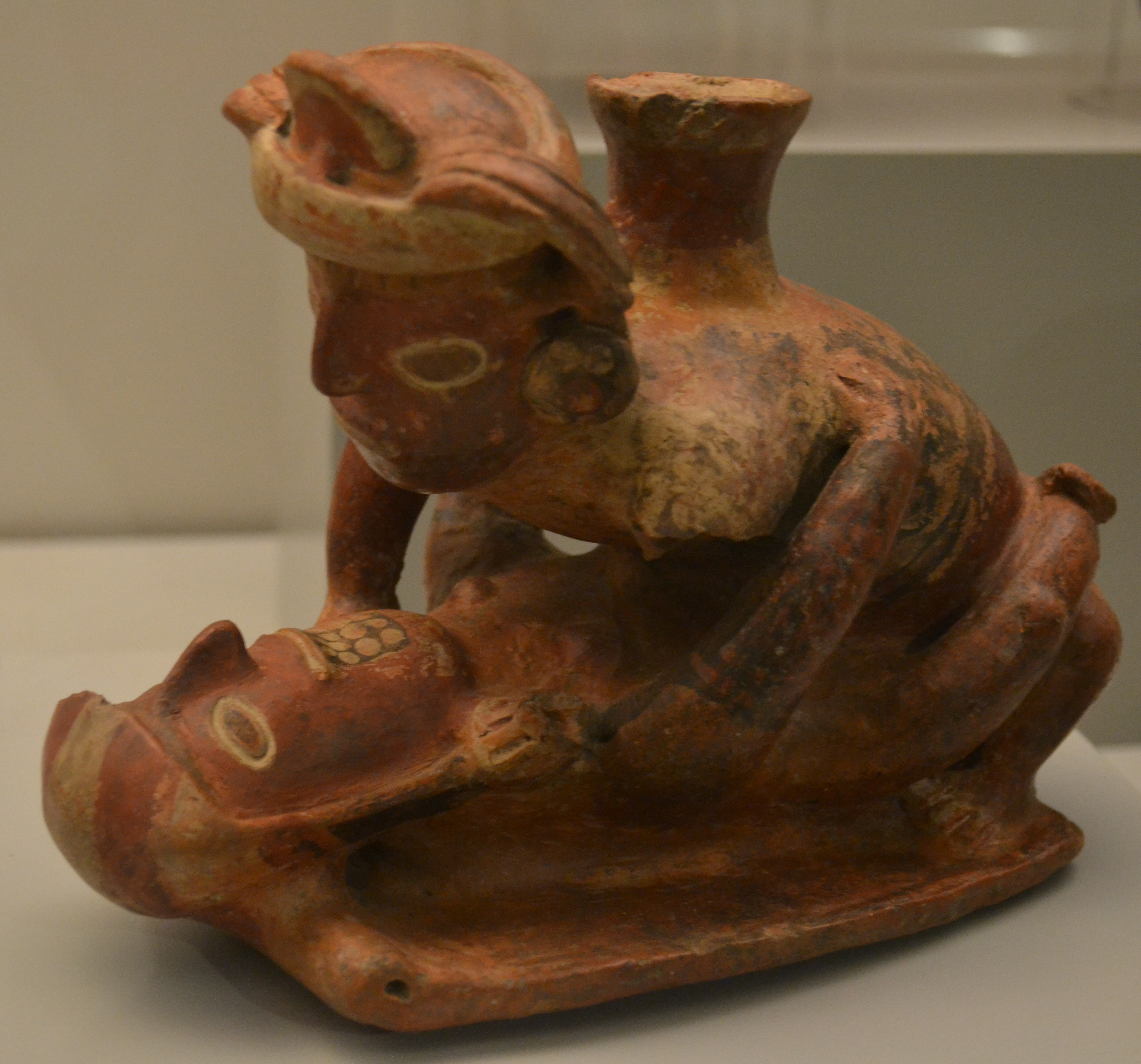
出自南美洲，雷奈伊古文化的作品之一

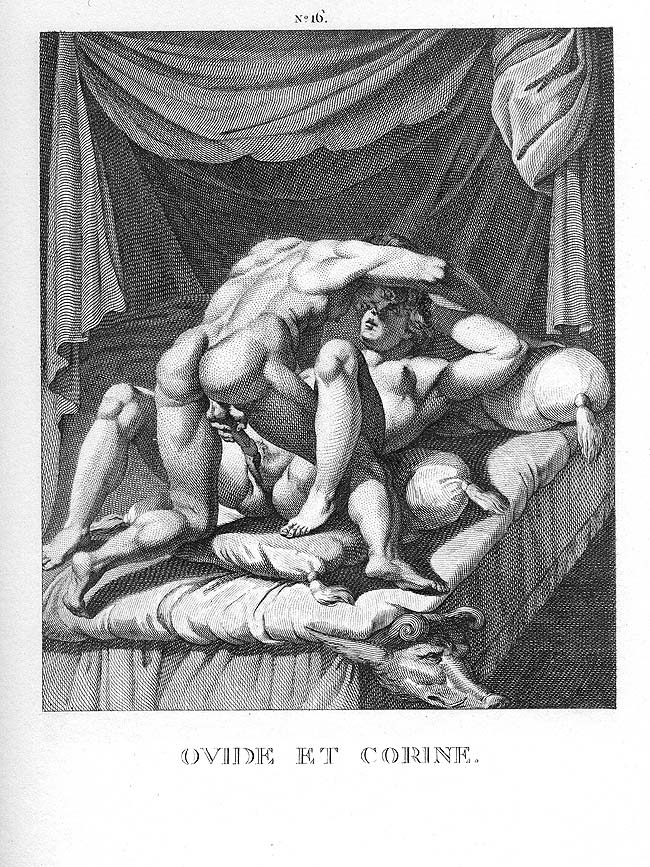
腹部對腹部接触（ventral-ventral contact）的基本位姿

## 詞源與其它慣用文法
英语“missionary position”一词常被认作是跟基督徒的传教活动相連結，然而此一词组的本来意义卻与身体位姿毫无关联。之所以称为“傳教士體位”一詞，可能肇因於1948年的《金赛报告（Sexual Behavior in the Human Male）》对历史檔案的誤解。塔斯卡尼人所言“似天使般的（posizione di Angelica）”，是一些阿拉伯语族群所形容“像龙蛇般的（義大利語：il modo dei serpenti）”体位。在傳統漢字古籍中，有龍宛轉、龍翻的名稱。

## 概述
在西方的研究認為，所谓正常體位是人類最被广泛应用的性爱位姿之一。在各種正常體位及其衍生變換的性爱位姿當中，一般而言的共通特徵，是一女一男之間，女方背部有靠的躺著，如正臥位、半卧位或半坐卧姿，能與男性伴侶面對面的姿态。

### 基本位姿
女方背部平躺在床上，可以平腿貼床或稍微提高向胸部而腳底貼床，而使双腿舒適伸展開；在此之間，相配的伴侶以膝蓋跪姿與之相臨近，他的身体或以双臂支撐往上，或让部份体重分担在女方身上。當女方的阴道得到充分溼漉时，男方能搏动勃起的阴茎对準阴道口——有时或以手指辅助，使女方的阴唇打开让阴茎导入——以与之相接合。
在阴道之内，男方操控着進退推移的服貼角度、力度、深淺幅度、步調与节奏律动，但女方也能用她微妙的技巧来支使，如以腿部或足部貼床推挤、骨盆侧向的左右摆动，並且以肢体緊偎抓住对方随之推移，藉由女方配合男方节律的摆动，能增加男方進退推移的力度。与其直來直往，有專家形容若以“對角線”般（by going in diagonally）的进退推移将有助於增进服贴程度使阴蒂兴奋与性高潮。
此外，有些女方在性交过程中偏向於非主动性，有時甚为承顺——当阴茎在女方里面时，男方能跨立在她之上，使她的双腿併攏在男方双腿之间。這種姿態，既限制了女方活动范围，並且任何一方可以藉由同时按住女方两边大腿以增加对男方阴茎的紧密程度、增加的阴道摩擦力使男性的进退推移较为不易。

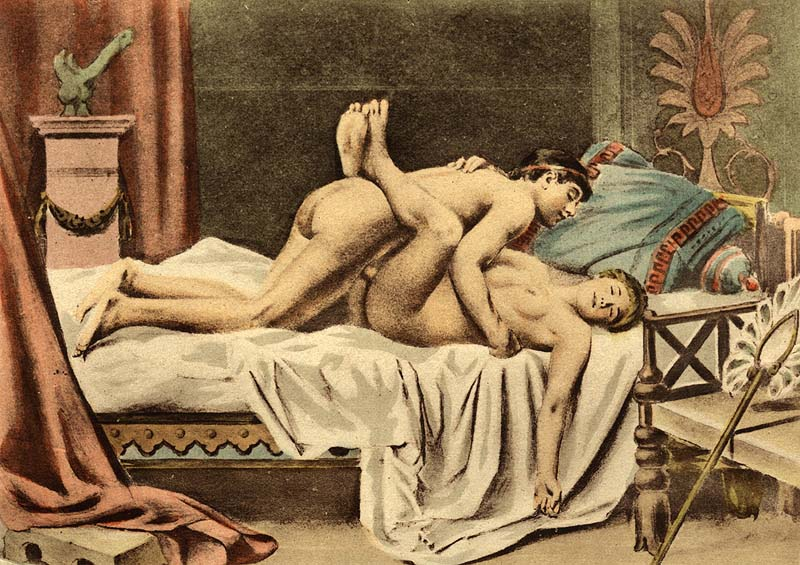
腿部提高以利交合深入

有研究指出，只須在女方姿勢調整兩腿開闔的角度，能影響陰道交合時的微妙緊縮感。
在性交过程中，多数女方会有不由自主的阴道收縮的经验，这会導致男方逐次增加推移的步調与力度、愈加唤起性兴奋度就愈接近高潮，到头来又更促进女方的阴道收縮。正常情形下当男方达至高潮，他可能就累倒在女方身上，短时间内不能再继续再行动作。有些男方会盡量控制延缓兴奋程度，直到他們的女性伴侶也達到高潮，但這並不是每次做得到。在男方已经停止进退推移之後，某些時候女方还能藉着持续有节律性的骨盆活动与收缩阴道肌肉而达到高潮；又或者，夫妇还可变换别的身姿，使女方能够持续进退推移直到高潮。
以正常体位性交过程中，阴茎优先接触的部位是阴道前壁，而阴茎的前端将达到前陰道穹。
對於阴道後壁（the posterior wall of the vagina）的性敏感部位接触，若以正常体位，男方需要采取以手掌撐床来提高身躯、高抬骨盆的姿勢，这位姿也可能适用在一些特定的男性背痛者（不耐屈曲型，通常在彎腰摸腳趾時會疼痛加劇，久坐也會背痛）。

### 双腿的位姿

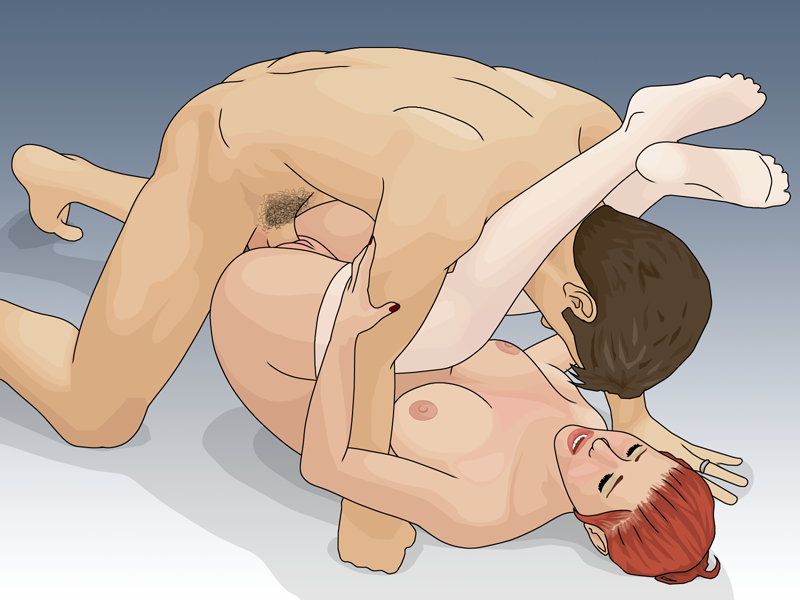
行使維納奧斯特（維也納蠔式）的女性

虽然接受交合方的女方位姿与行动，可能受制於伴侣方的体重与一些其他方式而限缩在小范围内，但通常她的双腿与双臂仍可自在活动，可以舒適地微调、或多样变换她雙腿的位姿，以调控交合的深浅幅度与角度。
通常愈提高女方腿部位置，交合幅度愈深。当女方腿部位置提高之後（不论以何种方式举起或上提），对推移的律动节奏能支使的程度變少了，并且，骨盆的位置也随之提高，这降低了交合角度，并減弱了对阴蒂刺激的程度。
女方的双腿有时可维持平直，有时举腿朝向她胸部，或者在交合伴侣身上缠绕的各種高度：在他腿後、在他臀後、在他腰背或高過他的肩，有一個位姿称作“維納奧斯特（德語：Wiener Auster）”或“維也納蠔式（英語：Viennese oyster）”。要女方提高腿部的位置，可将腳踝勾向伴侣後面以获得支撑，或是搭在他肩上歇着，也可自己用手举腿或交叉手臂围绕腿後膝蓋的部位。若有些人身姿夠灵活或輕盈，有时伴侶也能將她双腿维持住朝上的位姿，只是过度勉强动作也可能有造成大腿内侧肌肉拉伤的风险。高举腿部也使女方背部承受較多额外的压力。
枕头（或较为稳固的性愛枕）也可用来辅助，能藉以变换交合的深浅幅度与角度。楔形的、或斜坡形的枕頭拿来垫着，可緩解用手和手臂支撑的壓力，垫在女方臀部坐的位置能抬起骨盆，通常有利於交合，並能让阴蒂附近的性敏感区域更容易受接触。枕头也有助女方拱起背部、避免背痛。
在另一种位姿的变换，女方或可提起並稍微彎曲双腿、双足自然平踏在床上——这会拉近阴道与子宮頸的間距，且能在被称作G点的区域更多施力摩擦——女方也可能感到更加舒适，也让她有着力点能对应男方的骨盆推移，在节奏上能弹性配合其律动。男方或以手肘支撐、前臂貼地的正常體位，這也可能适用一些特定的男性背痛者（不耐伸展型，可能在平臥或是趴臥時感到疼痛）。

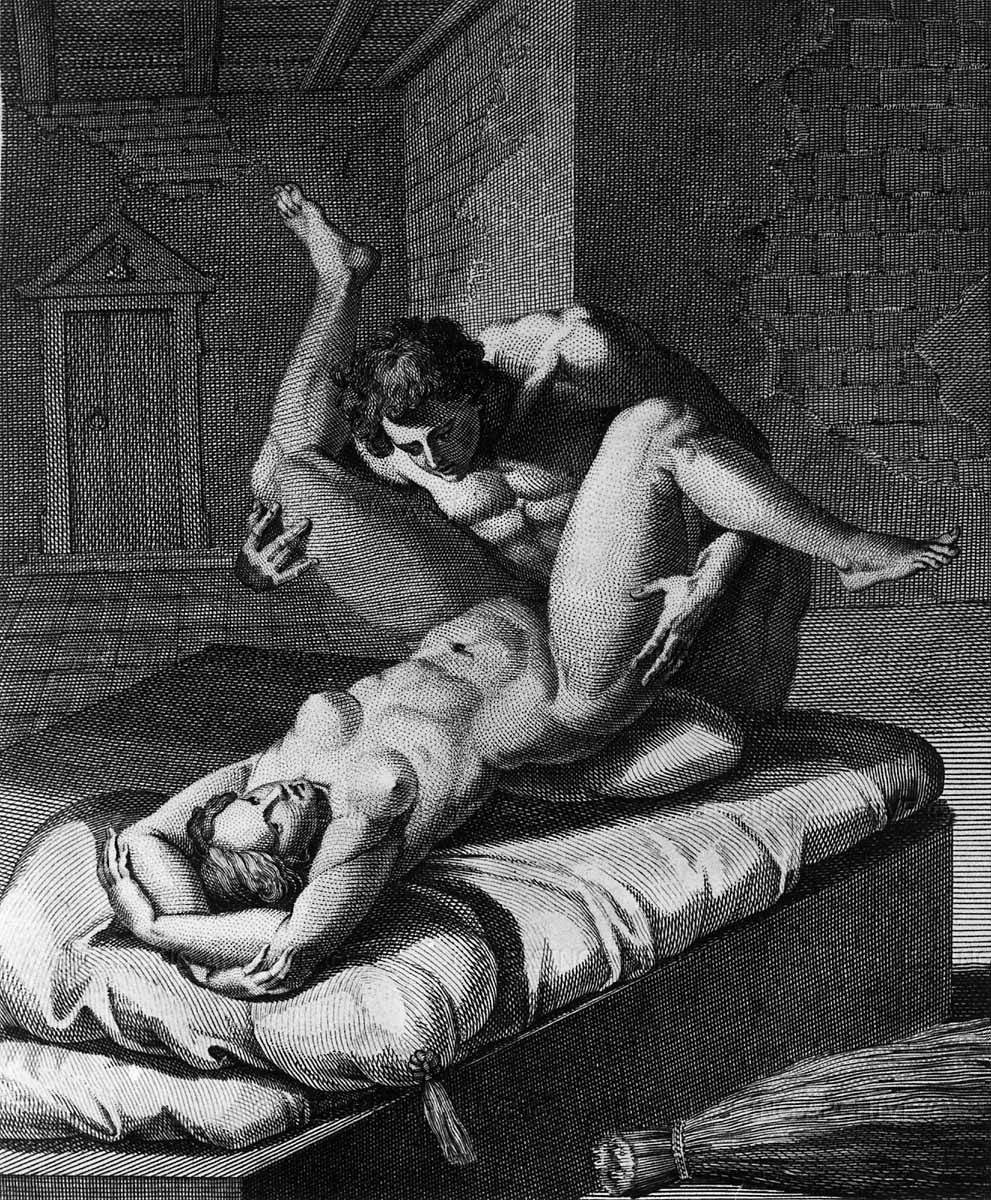
神話人物的描繪——克律塞伊斯

若将女方腿腳高架在男方双肩上或甚至高過双肩，很可能是交合最深入的位姿——这使阴茎头目标接近至陰道穹後部。若比照此位姿若使腿部维持在中段，可让阴茎能达至适切的深度以尝试顶触G点、在其轴线之顶部施加更多的磨蹭。

### 維納奧斯特
德语或英语
要行使这体位，女方需要有非常好的身体弹性与靈活度，背部躺着，双腿移过头後。此时她的鼠蹊部全然显露出，男性伴侣从上方与阴道接合。若男性大过平均阴茎尺寸可能未必适合如此相当深入交合的体位。然而，大多數情況下女方的身体弹性与靈活度很难完全做出此种位姿，需要有些停顿再使双腿移过头後，如此男伴在继续性交之前可以幫她双腿扶持住较为舒适的位姿。

### 蝴蝶式位姿
女方背部躺着，使髋部位在床缘，而让男方站著与之接合。女方可以自在活动身体，可以在床缘舞动双腿，或提高腿部至任何（如前所述的）高度或位姿，可以抬腿搁在男方身上或让他扶持住或分开。女方能有充分空间拱起背部，移动骨盆——她的骨盆动作，男方也能加以支援、加强或收敛。女方不必负担男方的體重。这体位——有时被称作蝴蝶式位姿（butterfly position）——在交合的角度与深浅幅度上增加了更多样的变化，概括而言能使男方抽离阴茎随即再以更快、更强力度的推移作彻底的前进刺。另一方面，这位姿也有它的缺点，在交合的角度上对阴蒂刺激至高潮的效果较弱——可能需要女方自己或男方以手指腹予之直接爱抚；又或者女方可拱起背部、或以手臂或肘部挺起身躯，来降低陰道口角度来增強对阴蒂刺激。此外，男方也可能需要适时伏卧在女人身边稍事休息，而不论他是否高潮过後或之前。

### 高驾姿
由正常體位變化的“高驾姿（riding high）”描述男方以正常方式进入时变换的动作：他先往上起身倾向女方前头。接着退後，又再前倾，往返漸進式的推移令他骨盆的恥骨或阴茎基底与她的阴蒂互动。这结果使得男方每次深入交合进退能有更多扎实地力度对阴蒂刺激，也因此有些人偏好在性爱过程中适时应用之。

### 其他方面
接合肛门的性动作有时在以正常體位的伴侣上行使——仰卧者可能抬高腿部，使膝拉向胸部，以适当的辅助支撑（如枕头）舒適垫在臀部下面，提高髋部的位置；与之接合者在仰卧者的双腿之间就定位，以阴茎与之接合。除此之外，有時则是对高举腿部的伴侣用口舔舐。
女性之间的磨蹭有时也以正常體位行使，做法是让彼此外阴部相互接触，或者其中至少有一人使用指头或性具对阴道、阴蒂或外阴的其他部位施以抚慰。

## 心理、生理與偏好
正常體位在心理层面有许多吸引人的地方，通常被认作是浪漫的位姿，是因为能夠與伴侶深情對看，也能體驗全身持續的接觸，彼此手臂能相互扶持，也很容易能依偎温存，能彼此接吻、亲切愛撫和细心感受敏感部位的愉悅程度。喜歡此姿勢的女方可能較內向害羞一點。有心理學分析指出，一般偏愛正常體位的人們特别渴望親密感（intimacy）。
正常體位有時被人「指控」說太無聊或者是沒創意（unoriginal），或被嘲諷為香草性愛（vanilla sex），或虽然「浪漫，但不是那麼刺激」（romantic, but not very adventurous）：而男方會自然選擇此姿勢，是因為他們對於自己在床上其他的動作感到不安，他們需要用面對面的方式來確認自己的女伴是否有感覺。
第一次行房的夫妇通常用到正常體位進行，有英國醫師指出这跟身體適应度上有些关系：新人通常因为骨盆或大腿肌肉的紧绷的因素，连带使阴道润滑度不够；而倘若一开始采用正常體位并搭配枕头或座垫的支撑，使女方臀部略微朝上倾斜，能使骨盆底部的肌肉群更加放松。因为简单易行，对没有性经验的妇女相当适合。另有一说描述正常體位之所以有利新人，是因为不仅浪漫而且相当安全稳妥、让人放心關愛而没有威脅性，還能讓任何一方免於陌生感、焦慮，不會無所適從。
另一方面，也有別的專家勸告妇女第一次交合時別躺著，而建议優先采用其他位姿（如女跨其上）能让女方在她处女膜受到扯动的时候易於控制速度与力度免於疼痛或不適。然而在第一次交合時，也可能不需要完全摒除正常體位：另有一說是建議在处女膜裂开之前先上面跨姿开始交接，然後有可能再变换到正常體位或任何其他偏好的位姿交合。
正常體位有利於陰道口容易进入的角度，不仅让男方能以适度施力配合体重辅助自己导入，也让女方的阴道肌肉有所放松，并以手帮助伴侶轻轻地导入他的阴茎。在荷兰有一项使用磁共振成像的观察性研究，显示了雌雄性器官在正常體位进行交媾时对应得非常自然——阴茎的成像形似迴旋鏢，除了包括阴茎根部在内的三分之一长度在外，其余的部份为阴道壁服贴地包覆着。
一般认为男性在上的性姿势适合想要有小孩的夫妇，是因为交合动作能行使得甚为深入，当女方两腿有所支撑（一端从膝後推、一端前面大腿回拉）时，精虫能被积聚至阴道深处——子宫颈，提供怀孕绝佳的机会。一说在正常體位有个要点是别因为性爱枕尺寸用得太大反而造成精虫不能汇聚在子宫颈後面。另一说男性在上的性姿势有利生殖是因为陰道口的位置高度足以让精液汇聚注入、能帮助精虫进入到子宫并发现卵子。然而，根據嬰兒中心網站所言，目前沒有充分研究證明有哪一种特定的身体位姿特别有明显非常高的生育率。虽然如此，有专科医师同意的是，即使目前没有进一步科学研究找出哪一种是最好的，正常體位被认为已经算是理想中适合生育的其中一种。
女方妊娠期间，随着腹部愈来愈大，行使正常體位的性爱也會愈加尴尬。到了在胎儿发展的後期，本来在懷孕之前或前期能用的身体位姿，就变得可能不方便甚至不安全，例如在怀孕四个月後，女方应当避免背部平躺的身姿，因为子宫逐渐增长的重量会对主要血管增加压力。大约从怀孕第四个月开始，医师会倾向劝告怀孕女方避免维持仰卧（supine）姿态的运动，而正常體位几乎就属此类。
相较於其他位姿，正常體位交合的深入程度与大幅度的臀部推移，会造成男方更快达到高潮，这使得夫妇要在性高潮方面寻求同步成了一大难题。先到的男性高潮会阻碍性爱过程——阴茎勃起程度在射精之後立即失掉了50％，使他更有可能在不經意間滑出阴道外，尤其是当女性高潮强烈骨盆肌收缩的期间。这个问题除了采用标准治疗早發性射精的方法，还能用其他变通办法来克服，諸如：适时变换好几个不同的体位（研究显示能有2至3倍数延迟男性高潮）等。
也许是因为这种体位如此普遍存在、几乎是夫妇会先采用的典型，又或许因为这体位倾向较容易由男方来主导交合时间的节奏、速率与深浅幅度，再者这体位很能造成男方单方面很快就性高潮，正常体位有时就被当成是与缺乏性爱情趣又自私的大男方相关联。特别在文辞方面称呼男上位——隐喻男性凌驾在女性之上的名称，对於浪漫情爱的气氛可能没有多大助益。
正常体位有几种方法或能促使阴蒂兴奋，比如男方屈体前倾以骨盆对着女方阴蒂部位附近适度的接触磨蹭。
若以身体锻链的形式来看待，相较其他体位，以正常体位行使的性活动可能更令男方体能有所些微强健的效果。曾有一则研究发现到女方以正常体位的交媾，男方行使时需要更多新陈代谢的消耗（相较於女方在上位的性爱）；在心率测量上也有较高的数据（相较於自行抚慰、女方爱抚或在上位的交媾。然而相对而言，另有一则研究是说在氧气消耗量的方面这两种基本的体位只有一点点的不同，再有一则研究则是看待两者在心率或血压水平并无显着差异。

## 傳統文獻
傳統漢字古籍記載有若干描述女方採正臥姿勢性交的形象化類型（如“龍宛轉”、“龍翻”）及衍生的姿勢變換。

### 龍翻
「九法，第一曰龍翻：
令女偃臥，向上。男伏其上，股隱於床。女攀其陰，以受玉莖。
刺其谷實，又攻其上，疏緩動搖，
八淺二深，死往生還，勢壯且強。女則煩悅，其樂如倡，致自閉固，百病消亡。」
研究認為，“龍翻”式講究“疏緩動搖”與“八淺二深”的韻律感。“股隱於床”（男方大腿盡量貼近床面）是男方透過兩腿臀部的臀大肌與大腿部半腱肌及內收肌群，將生殖器徹底作“前進刺”（刺激子宮頸附近的阴道深處）與“後退攻”（頂攻G点——阴道前三分之一处的上壁）。女方“攀其陰”是將生殖器配合男方。整體而言，能活絡腰骨，帶動可活絡腦脊，若男女配合得宜，助益頸動脈與椎動脈，也緩治腦心血管循環不良。
研究認為，當骨盆左右上下旋繞，有腰大肌與腰方肌，骨盆的腸陵骨至內轉子是髂肌（或稱胯肌）。男方靠腰大肌與腰方肌帶動生殖器，撫逗陰蒂、前刺子宮頸、後退攻G点。女方靠髂肌來呼應。在高潮迭起、腹直肌（前腹壁的肌肉群）用力而膨脹時，後腹壁的肌肉群亦有所運動。
在行使限制上，研究認為，若男方的小腹過大壓迫女方或行使不夠輕巧，很容易造成女方反感甚至拒絕持續性事过程。

### 鳳翔
相较於“龍翻”以男方為主動，“行八淺二深之數”；“鳳翔”則以女方為主動，“行三八之數”。
「第六曰鳳翔：
令女正臥，自舉其腳，男跪其股間，兩手據席，
深內玉莖，刺其昆石，堅熱內牽，令女動作，行三八之數，
尻急相薄，女陰開舒，自吐精液，女快乃止，百病消滅。」
研究認為，此式“自舉其腳”女方可抱著雙膝較方便媾合，抱大腿让阴茎進入阴道，抱腳踝則利腰臀搖擺。若妇女體態愈輕盈，男方則愈不費力。

### 龜騰
「第五曰龜騰：
令女正臥，屈其兩膝，男乃推之，其至自乳，
深置玉莖，刺嬰女，深淺以度，令中其實，
女則感悅，軀自搖舉，精液流溢，乃深極內，女快乃止，行之勿失，精力百倍。」
由正常體位变换而来的此一位姿可能讓女性高度快感。由於大腿肌的拉撐使某種程度对阴蒂的刺激，臀部一部分的移动有助男方触贴至适当的部位；另一方面，男方只需壓制女方腿部，与其身體紧贴，能行使较为深入的交合推移。

### 猿搏
在特徵上，“猿搏”式的“擔其股，膝還過胸”是相当深入的体位之一。
「九法……第三曰猿搏：
令女偃臥，男擔其股，膝還過胸，尻背俱舉，
乃內玉莖，刺其俞鼠，女還搖動，精液如流，
男深案之，極壯且怒，女快乃止，百病自愈。」
研究認為，此式著重男方的協調性，以及雙方腰脊柔韌度的鍛鍊——反覆縮腹與張挺腰脊，适度动作促進全身氣血循環，強健頸項、腰膝與四肢。男方可能較為吃力（要用手臂支撐女方體重，又負擔女方雙腿），不適合頸椎及腰椎功能不良、或身材太過肥胖的夫妇。若女方身材較纖細者较易行使。
另外，研究认为陰部位置較低的女方可藉此將陰部抬高突出，以利交合深入（能避免较短小的阴茎滑出阴道）使阴茎更容易從陰道口深入陰道穹（“俞鼠”一說是在阴道约六寸處）。

### 洞玄子三十法
《洞玄子》描述若干女方仰臥位姿的變換：
蠶纏綿
「五、蠶纏綿：
女仰臥，兩手向上抱男颈，以兩腳交于男背上，男以兩手抱女項，跪女股間……」
龍宛轉
「六、龍宛轉：
女仰臥，屈兩腳，男跪女股內，以左手推女兩腳向前，令過于乳。……」
燕同心
「八、燕同心：
令女仰臥，展其足，男騎女，伏肚上，以兩手抱女頸。女兩手抱男腰……」
翡翠交
「九、翡翠交：
令女仰臥拳足，男胡跪
，開着腳，坐女股中，以兩手抱女腰，進玉莖于琴弦中。」
偃蓋松
「十三、偃蓋松：
令女交腳向上，男以兩手抱女腰，女兩手抱男項……」
海鷗翔
「十七、海鷗翔：
男臨床邊，擎女腳以令舉……」
野馬躍
「十八、野馬躍：
令女仰臥，男擎女兩腳，登左右肩上，深納玉莖……」
馬搖蹄
「二十、馬搖蹄：
令女仰臥，男擎女一腳置於肩上，一腳自攀之，深納玉莖……」
丹穴鳳游
「二十五、丹穴鳳游：
令女仰臥，以兩手自舉其腳，男跪女後，以兩手據床……」
玄溟鵬翥
「二十六、玄溟鵬翥：
令女仰臥，男取女兩腳置左右膊上，以手向下抱女腰……」

### 衍生之一
正常體位衍生的變換，有一些不同的角度或位姿，并论述除欢愉之外的可能效益。

#### 安氣

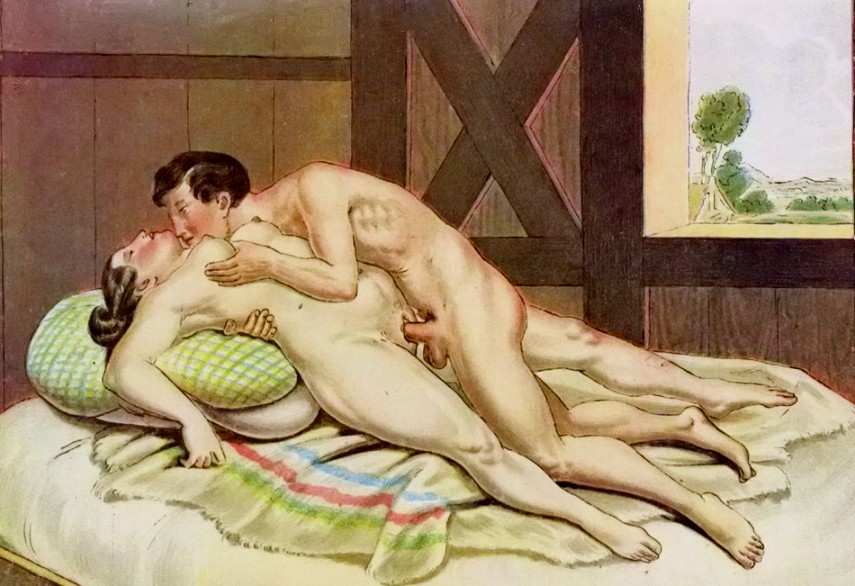
使用枕头的另一种位姿

「二益曰安氣：
令女正臥高枕，伸張兩股，男跪其股間，刺之。行三九數，數畢止。
令人氣和，又治女門寒。日三行，二十日愈。」
“女門寒”在古代指冷感症。研究认为，“安氣”式的動作要女方放鬆心情、舒服地躺著，有助於阴道愛液油生、不再乾澀。若女方腹腰較冷（即氣血循環不良），配合行使此式或有暖腹的功用，效果則因人而異，甚至能改善懷孕困難及習慣性流產等狀況，對增加受孕機會有所幫助。也適合平常消化排泄較弱的女方。
顧名思義“安氣”即心平氣和。在基本特徵上，此体位要女方“臥高枕、伸張兩股”，藉由枕頭提高女方上半身的角度，使阴茎進入角度与交合深浅度隨之改變——研究認為，大约至阴道約三分之一至二分之一部位，不便太過深入，并使男方得延缓性爱过程。
另一方面，研究認為，若女方能對男方腰背部适度輕巧的按撫，能促進提睪肌及小腹肌群的活絡，對男性保健有若干幫助——研究認為或能改善輕微疝氣，效用則因人而異。

#### 道體
「八益曰道體：
令女正臥，屈其股，足迫尻下，
男以股脅刺之；行九九數，數畢止。
令人骨實，又治女陰臭。日九行，九日愈。」
研究认为，此等体位刺激到女方腳踝，和足少阳胆经息息相關，大腿外前側的髀關穴又通足阳明胃经，相關經絡的刺激可間接改善“女陰臭”（從阴道排出氣體）的狀況。但女方身體必須夠柔軟，才能做到“足迫尻下”較高難度的動作。另一方面，研究認為在过程中“男以股脅刺之”主要以龟头冠与龟头颈操作，而女身受限姿態，在前陰唇刺激很強烈。

### 衍生之对治
有一些論述是針對常見性事過程不當的後遺症，在一般饮食或药物治療之外作相關對治的探討，例如需要搭配何种体位、姿势上又应如何变换调整。

#### 絕氣
在性爱过程中，若伴侶一方好表現或索要過度、另一方意願不足卻勉強做爱的状况，可能影響人体神经系统、排汗、呼吸感觉不对劲，而滿身大汗、氣乏無力、心煩氣躁、頭昏眼花。
「一損謂絕氣。絕氣者，心意不欲而強用之，則汗泄氣少，令心熱目冥冥。治之法：
令女正臥，男擔其兩股，深案之，令女自搖，女精出止，男勿得快。日九行，十日愈。」
此式（擔其兩股）姿勢虽與“猿搏”（擔其股）相近；但其中差異在“猿搏”描述男方主動，“絕氣”則是女方主動（令女自搖）。另外，研究認為若女方能多次性高潮，會活化與激奮直腸，對便秘、痔瘡也能有改善效果。

#### 溢精
若在興奮衝動的狀態下做爱（心意貪愛），或因很想做性事、卻在調情不夠或身心準備不夠充分——女性還很乾澀、男性勃起度還不夠——就勉強媾合，造成早洩（溢精，早發性射精）。
或酒醉飯飽後，腹脹胸悶的狀況下做性行为，也容易心跳加速、喘息不止、呼吸凌乱不顺畅，久之容易傷肺，甚至口乾、身體煩熱，易飢餓感、想多喝、又多尿（类似糖尿病初期的現象），喜怒無常、悲喜鬱悶等情緒不穩，軟腿、難以久站。{{noteGT|1=嚴重者會腦神經衰弱、失眠、神志恍惚，體質較差者會併發糖尿病、高血壓、肝病等。
「二損謂溢精。溢精者，心意貪愛，陰陽未和而用之，精中道溢。
又醉飽而交接，喘息氣亂則傷肺，令人咳逆上氣，消渴、喜怒，或悲慘慘，口乾身熱而難久立。治之法：
令女正臥，屈其兩膝夾男，男淺刺，內玉莖寸半，令女自搖，女精出止。男勿得快。日九行，十日愈。」
在解剖學上，雌性大陰唇相當於雄性的阴囊，此式可使此兩者彼此接觸親近。此式同樣需要女方左右擺動（令女自搖），著重淺入淺出，以阴道前三分之一為重點（男淺刺）。男方必須動心忍性不洩精，接受妇女動作上的刺激（男勿得快）。
研究認為，此療法重點在第三胸椎的肺俞，與第四腰椎的大腸俞相互影響。雖然是由女方搖動身體，但女方膝蓋夾住男方腰側，其作用力可刺激男方第四腰椎的大腸俞穴，一段期間後可改善上述症狀。此外，在性事过程中，當男性下體被女性動作控制時，男方亦容易著眼於女方上半身，其中胸部兩乳之間的膻中穴，與腋下的淵腋穴與大包穴（脾之大络，出淵腋下三寸），分別屬於任脉、膽經脈与脾經脈，也是有效挑逗（可吻、吮、吸、咬）的重點部位。

#### 奪脈
若身體尚未準備好就莽撞做爱，阴茎不見堅挺，或半推半就進入阴道後仍勃起不足，卻又勉強洩精；或才剛吃飽就馬上行房，既容易傷害脾胃、消化不良，又易造成中途洩精，精氣枯竭，甚至男性勃起功能障碍、女性性喚起障礙。
「三損謂奪脈。奪脈者，陰不堅而強用之，中道強寫，精氣竭。
及飽食訖，交接傷脾，令人食不化，陰痿無精。治之法：
令女人正臥，以腳勾男尻，男則據席內之，
令女自搖，女精出止，男勿快，日九行，十日愈。」
研究認為，若女方腹腰較冷（即氣血循環不良），配合行使或有暖腹的功用，效果則因人而異，或能改善懷孕困難及習慣性流產，對增加受孕機會有所幫助。

#### 血竭
若过度房劳或急行後汗出而交合；或当性高潮後仍强力快速衝刺不捨，可致疾病发生，若连续泄精过多，可使气血枯竭，皮肤虚损、阴茎痛、阴囊湿、精液稀少而呈血色。
「七損謂血竭。血竭者，力作疾行勞困出汗，因以交合，具已之時，偃臥推深，沒本暴急，
劇病因發，連施不止，血枯氣竭，令人皮虛膚急，莖痛囊濕，精變為血。治之法：
令女正臥，高枕其尻，伸張兩股，男跪其間，深刺，令女自搖，女精出止。男勿快。日九行，十日愈。」
研究認為，當枕頭位置墊在女方臀部（高枕其尻）交合时以阴道前壁的接触為主。若用手配合捏拿女方小腹，將對子宮或阴道緊密的刺激更強烈，可強健相關部位的血液循環。

### 其他
- 男方在上，而女方俯臥的姿勢：如“虎步、蟬附、益液”式。
- 男方在上，而女方側臥的姿勢：如“強骨、調脈”式。

## 註解
1. ↑  有時也可能用在异性恋以外的其他型態——如同性戀伴侶之間的情境。
2. ↑  pelvic thrust
3. ↑  義大利語：，附屬在義大利托斯卡纳的城市名。
4. ↑  或称仰臥位（日语：仰臥位）（supine position）
5. ↑  特別是有些时候可能对女阴或阴蒂等部位以指腹行使爱抚的情况。
6. ↑  penetration
7. ↑  thrust
8. ↑  submission
9. ↑  有时这被称作是“海星式（starfish position）"，另見“伸長體位”。
10. ↑  參見 日本等潤病院院長（精神性醫學）日向野春總《正常位的研究》。如女方臥姿時單腳張抬，或一腳舉高至男方脇下或肩部等。
11. ↑  vaginal contractions
12. ↑  比如，可換为让男方仰卧，由女人从上接合的体位。
13. ↑  the anterior wall of the vagina
14. 1 2  無論任何體位，研究者建議宜使用臀部與膝部控制交媾動作，最好少用腰及背部，以避免姿勢不當造成腰、背部傷害。[參⁠ 15]
[參⁠ 16][參⁠ 17]
15. ↑  參見 扛腿式体位
16. ↑  muscle pull（英语：Strain (injury)）
17. ↑  G点是現代性學愈來愈重視的性敏感部位之一。研究认为，需要兩人臍腹相貼緊，男方腰部下塌後、臀部自然翹起，稍微地頂動阴茎能撞擊到G点。若男方以伏地挺身的姿態將無法觸及。[參⁠ 13]
18. ↑  这种变换的位姿有时被形容像“铁砧（the anvil）”[參⁠ 27]。
19. ↑  clitoral stimulation
20. ↑  参见 coital alignment technique（英语：Coital alignment technique）
21. ↑  “对所有性爱的体操运动员而言，选这种平庸项目看起来懒散、缺乏想像空间而孤陋寡闻的……不过呢这有点像食材‘豆腐’，不能就直接这样吃，你总得加点你自己喜欢的味道”[參⁠ 37]
22. ↑  . 2015-04-07  [2015-11-07]. （原始内容存档于2016-05-23）.[參⁠ 38]
23. ↑  其他办法尚有：使用潤滑方法以降低摩擦刺激（摩擦会使男性兴奋，但并不那麽影响女性高潮），或者迫近要射精时改换其他姿态如对女性口交一會兒，待不那麽急迫时再换回原本位姿……等等。
24. ↑  例如“鳳翔”、“猿搏”及“龜騰”等，研究認為这些体位需要女方身體狀況良好（也不宜在疲憊、微恙或飯後進行），較不宜男方過於直接或勉強壓迫。
25. 1 2 3 4   维基文库中的相關文獻：偃臥、正臥
26. ↑  女方正躺，男方趴在女體上面，男方大腿在女腿內，盡量貼近床面。女方稍稍抬起臀部，調整陰道口角度，讓阴茎得以順利進入。
27. ↑  阴茎慢慢刺激陰蒂。女方向上、慢慢左右搖擺或強轉，使阴茎觸及下半阴道。
28. ↑  要緩慢地前進後退、左右搖擺旋轉，盡可能完整做到各種角度[參⁠ 60]。
29. ↑  “八淺二深”是阴茎進入阴道的次數比例，“淺”的比例愈多，則愈接近外阴道，依此要旨可达到“女則煩悅，其樂如倡（娼妓）”（女方期待愈久則愈潤滑、愈快樂）。女性充分享受高潮，男方可延緩射精。
30. ↑  妇女正躺，面朝上，雙腿稍彎曲打開，雙手將腿部舉高。男方跪俯在妇女雙腿間，雙手支撐於床上。
31. ↑  男方將阴茎深置阴道內，刺觸陰道穹近子宮頸处，阴茎會更加堅挺發燙並刺激陰蒂。再由妇女自行搖擺臀部，八拍為一單位，三個單位後小歇一會兒，彼此調整更深密契合。再度行三八之數。
32. ↑  “尻急相薄”指雙方動作配合巧妙（妇女臀部急得逼迫男方的阴茎），阴唇与阴道自然舒张而让妇女獲得相當的快感。陰道分泌液滿溢，女性高潮來過才歇息（若體況好亦可多次高潮。
33. ↑  妇女自舉雙腳，手由外向內繞過膝後，抬起大腿中段為最理想角度，由妇女擺動身體來找到最快慰的角度。
34. ↑  女方正躺，雙膝彎曲，男方跪姿面對，推女方腿部至女方胸前處。
35. ↑  男方可單手推一膝、另一手搏動阴茎有步調地刷動陰唇與陰蒂做前戲愛撫。“三長一短”或“二長一短”——先是舒慢地刷陰唇二至三次（長），再間歇稍施力壓摩陰蒂一次（短）。當妇女人聲回應時，可改成“一長二短”或“一長三短”。充分興奮後（女方阴道溼漉、男方阴茎堅挺）交合。讓阴茎深入阴道同時刺激陰蒂，女性有快感而身體自然擺動起來。[參⁠ 61]
36. ↑  “Missionary Variation: Legs On Chest”[參⁠ 35]
37. ↑  妇女仰臥，男方將她雙腿擔起，使雙膝高度過於胸部，雙手托起腰臀（自下背部到臀部）抬高。
38. ↑  讓阴茎深入阴道约六寸處，女方身體左右搖動以增加摩擦，爱液直流。
39. ↑  當男方阴茎堅挺張舉（極壯且怒）交合深入時（男深案之），直到女性高潮時可能會大動作、情不自禁擺動。
40. ↑  “由於全身重量壓在肩膀和頭部，很容易受傷。……將臀部抬高……這個體位能夠非常深入並刺激到G點”[參⁠ 63]
41. ↑  《醫心方》卷第二十八·三十法第十三：“《洞玄子》云：考核交接之勢，更不出於三十法……”
42. ↑  參見 维基文库中的相關文獻：胡跪
43. ↑  參見 保留性交
44. ↑   维基文库中的相關文獻：動而不施：「……願聞動而不施[註⁠ 43]，其效何如？素女曰：一動不瀉，則氣力強；再動不瀉，耳目聰明；三動不瀉，眾病消亡；四動不瀉，五神咸安；五動不瀉，血脈充長；六動不瀉，腰背堅強；七動不瀉，尻股益力；八動不瀉，身體生光；九動不瀉，壽命未失；十動不瀉，通於神明。」
45. 1 2   维基文库中的相關文獻：八益
46. ↑  女方仰臥正躺、臉向上，頭墊枕頭，張開雙腿。男方面對女性，或跪或蹲在女人兩腿間，搏動阴茎至全然勃起，再慢慢深入陰道穹。以“八慢一快”或“八淺一深”為九下，九下一小歇。每3個九下為一單位。
47. ↑  九下一小歇。每3個九下為一單位。一天三至六個單位，連續二十日，讓人心平氣和、氣脈通暢，對於下體虛寒的女性特別有助益，能改善女性陰道乾澀。
48. 1 2  一般在在中醫藥材上可適度選擇當歸、川芎、白芍、白朮、茯苓等五項用來煮茶或燉雞，但用量比例需依專業診斷指示，通常約二至三錢，約7至11克。
49. ↑  一般摆设性愛枕的位置，可依彼此體態、體力及喜好來決定：可墊在頭部、臀部、或腰部。
50. ↑  如腎俞穴與志室穴，參見 足太阳膀胱经
51. ↑  女方正臥，彎曲雙腿，腳背於地，腳跟坐於臀下。
52. ↑  男性挑逗阴茎勃起、女性陰唇溼漉後，阴茎刺入阴道，男女身体贴紧，用大腿與脅肋來抽送。以“八慢一快”或“八淺一深”為九下，九下一小歇。每9個九下為一單位。
53. ↑  一天九至十個單位。九日為一療程。可讓男方筋骨強健，並治癒女性陰部氣味不好的症狀。
54. ↑  外腳踝三吋處有懸鐘穴，外腳踝前凹陷處有丘墟穴，參見足少阳胆经
55. ↑  部份类似瑜伽体位的“卧英雄式（英语：Supta Virasana）”但不全相同。
56. 1 2 3 4   维基文库中的相關文獻：七損
57. ↑  妇女正躺，直立跪姿的男方抬起她雙腿，搏动阴茎至阴道口溼漉且阴茎勃起，交合虽深入陰道穹，但讓妇女自己搖動，直到女性高潮為止。男方以不洩為原則。使女性高潮一天九次以上，連續十天為一個療程。
58. ↑  妇女正躺，雙腿彎曲、兩膝夾住男方腰側。男性只能淺刺陰道口，阴茎进入阴道內約三公分左右（約前三分之一處）即不可再深入。讓妇女身體擺動直到女性高潮。此療法要求男性不可洩精，期間若疲累或不適應可小歇。一天內讓女性高潮九次以上，連續十日為一個療程。
59. ↑  為生殖系统同源的外生殖器官，參見 阴唇阴囊隆起。
60. ↑  參考 凱格爾運動或保留性交
61. ↑  參見 膀胱经
62. ↑  妇女正躺面朝上，雙腳踡勾住男方腰或臀部。男方雙手撐在床上。
63. ↑  只讓妇女搖擺身軀，待女性高潮。男方必須忍住不洩。一日可分數次性交，讓女性高潮九次以上，十日為一個療程。
64. ↑  研究認為，平時可配合按摩合谷穴、然谷穴及梁丘穴等經絡。
65. ↑   註: